# Youx
Youx è un comune francese di 895 abitanti situato nel dipartimento del Puy-de-Dôme nella regione dell'Alvernia-Rodano-Alpi.

## Storia

### Simboli
Lo stemma del comune di Youx è stato ideato nel 1984 dall'araldista Michel Guillaumin.

## Società

### Evoluzione demografica
Abitanti censiti